# 1959 aux échecs
| Années des échecs : 1956 - 1957 - 1958 - 1959 - 1960 - 1961 - 1962    |
| Décennies des échecs : 1920 - 1930 - 1940 - 1950 - 1960 - 1970 - 1980 |

Cet article présente les faits marquants de l'année 1959 aux échecs.

## Championnats nationaux
- Argentine : Bernardo Wexler remporte le championnat[1],[2]. Chez les femmes, Dora Trepat de Navarro s’impose.
- Autriche : Pas de championnat[3]. masculin, ni féminin[4].
- Belgique : Josef Boey et Alphonse Franck remportent le championnat[5]. Chez les femmes, Louise Loeffler s’impose[6].
- Brésil : Olicio Galia remporte le championnat[7]. Chez les femmes, c’est Taya Efremoff qui s’impose.
- Canada : Daniel Yanofsky  remporte le championnat[8].
- Chine : Deng Wenxiang remporte le championnat[9].
- Écosse : Peter Coast remporte le championnat[10].

- Espagne : Arturo Pomar remporte le championnat[11]. Chez les femmes, c’est Mª Luisa Gutierrez qui s’impose[12].
- États-Unis : Bobby Fisher remporte le championnat[Note 1],[13]. Chez les femmes, Lisa Lane s’impose[14].
- Finlande: Kaarle Ojanen remporte le championnat[15].
- France : César Boutteville remporte le championnat [16]. Chez les femmes, pas de championnat[17].
- Inde : Manuel Aaron remporte le championnat[18].
- Iran : Yousof Safvat remporte le championnat[19].
- Pologne : Stefan Witkowski remporte le championnat[20].
- Royaume-Uni : Jonathan Penrose remporte le championnat[21].

- Suisse : Paulin Lob remporte le championnat [22]. Chez les dames, c’est Anna Näpfer qui s’impose[23].
- RSS d'Ukraine : Efim Geller remporte le championnat[24],[25], dans le cadre de l’U.R.S.S.. Chez les femmes, Berta Vaisberg s’impose[26].
- RFP Yougoslavie : Svetozar Gligorić remporte le championnat[27],[28]. Chez les femmes, Ljubica Jocić s’impose.

## Naissances
- 5 février : Dan Cramling, champion de Suède en 1981.
- 17 juillet : Jesús Nogueiras, GMI cubain[29],  multiple champion de Cuba.

## Nécrologie
- En 1959 : Augusto de Muro (en), George Treysman (en)
- 21 février : Alexander Rueb
- 17 mars : Elena Lukauskienė (en)
- 25 mars : Isaak Lipnitski
- 7 avril : Moriz Henneberger (en)
- 15 avril : Edmond Lancel (en)
- 24 juin : Heinrich Wagner
- 16 novembre : Oskar Naegeli (en)